# Gand-Wevelgem 1973
La 35e édition de Gand-Wevelgem a eu lieu le 3 avril 1973. La course est remportée par le Belge Eddy Merckx (équipe Molteni) qui parcourt les 250 kilomètres en 5 h 30 min 0 s. C'est la troisième victoire d'Eddy Merckx dans cette classique.

## Déroulement de la course
Eddy Merckx et Frans Verbeeck se présentent à l'arrivée à Wevelgem. Merckx remporte le sprint avec une demi-roue d'avance sur son compatriote. Les dix premiers classés sont tous Belges.

## Classement final
| Place | Coureur           | Équipe                     | Temps           |
| ----- | ----------------- | -------------------------- | --------------- |
| 1     | Eddy Merckx       | Molteni                    | 5 h 30 min 00 s |
| 2     | Frans Verbeeck    | Watney-Maes Pils           | m.t.            |
| 3     | Walter Planckaert | Watney-Maes Pils           | à 55 s          |
| 4     | Walter Godefroot  | Flandria-Carpenter-Shimano | m.t.            |
| 5     | Freddy Maertens   | Flandria-Carpenter-Shimano | m.t.            |
| 6     | Frans Mintjens    | Molteni                    | m.t.            |
| 7     | Eric Leman        | Bic                        | m.t.            |
| 8     | Roger Rosiers     | Flandria-Carpenter-Shimano | m.t.            |
| 9     | Jozef Abelshausen | IJsboerke-Bertin           | à 6 min 04 s    |
| 10    | Eddy Peelman      | Rokado                     | m.t.            |